# N-420 (Spanje)
De N-420 is een weg in Spanje.

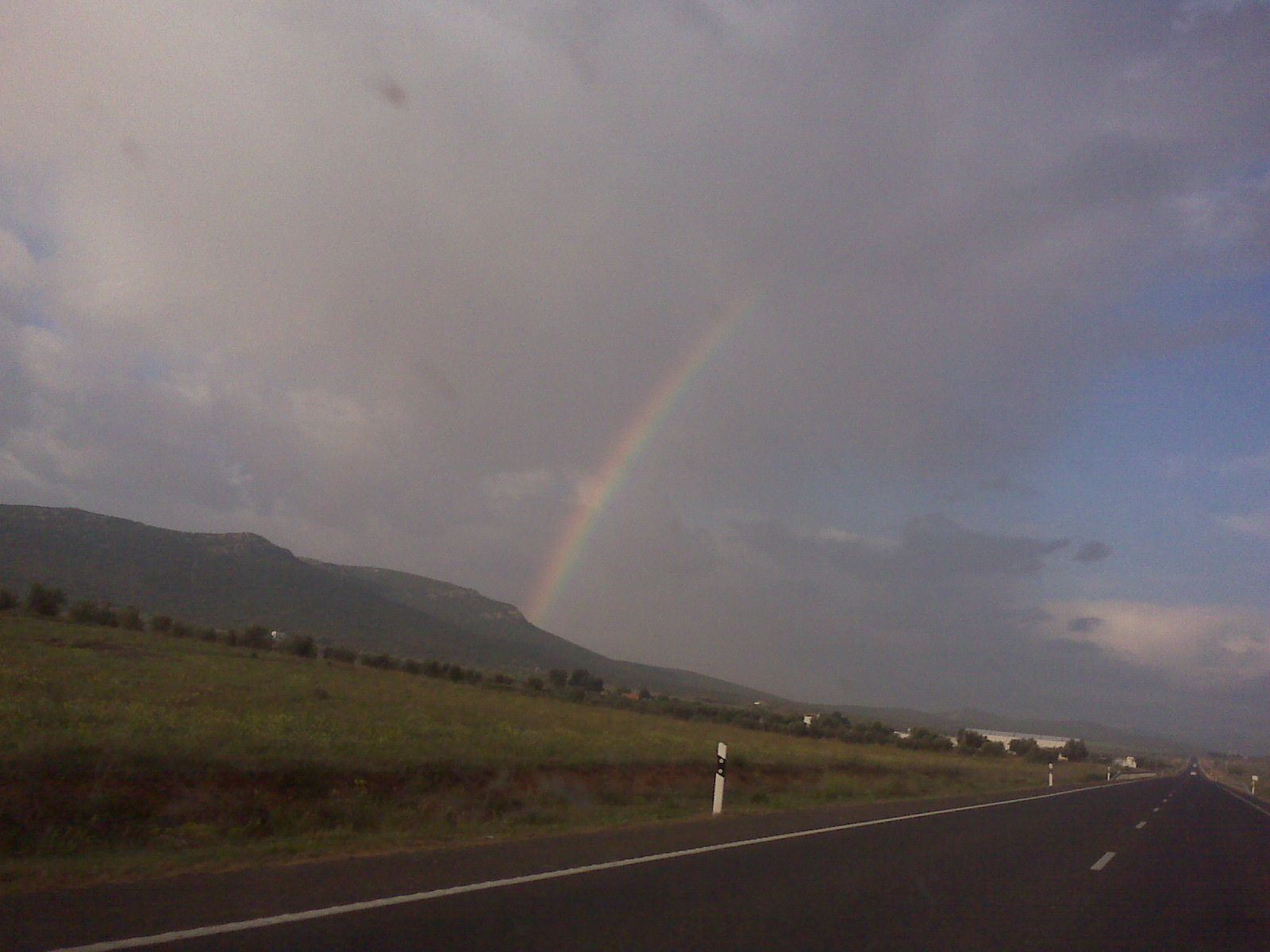
N420 Puerto Lápice - Herencia

De weg begint 36 km ten oosten van Córdoba bij Montoro en gaat na 356 km over in de Autovía A-4. De N-420 voert noordwaarts door het erg beboste Sierra Morena over de Puerto de Niella (902m) en doorkruist daarna de vallei van de Rio Montoro voordat hij door de Puerto Pulido gaat richting Puertollano. De AVE van Sevilla naar Madrid loopt parallel aan de weg als deze verdergaat richting Ciudad Real.
Daarna volgt de weg de Autovía A-43 voordat hij vertakt naar het noorden en wederom de A-4 kruist bij Puerto Lapice ten zuiden van de Montes de Toledo. 21 km verder naar het oosten passeert de weg Alcázar de San Juan den de Autovía A-40 welke een opwaardering van de CM-400 is. Hier wordt het landschap gedomineerd door windmolens die op heuvels staan. De weg bereikt Mota del Cuervo met een aansluiting op de N-301 in de buurt van Castle of Belmonte. Na de aansluiting met de Autovía A-3 (155km) en de N-320 passerd de weg de vallei van de Rio Jucar richting Cuenca. Dan gaat de weg verder richting het oosten door de Sierra Cuenca met de Puerto de Rocho (1,150m) en in het gebied Rincon de Ademuz, voor de weg samengaat met de N-330 richting het noorden. Na 34 km bereikt de weg Teruel en sluit aan op deAutovía A-23, een opwaardering van de N-234.
De N-420 gaat dan naar het noorden en door de Sierra Palomera met de bergen Puerto del Esquinazo (1381m) en Puerto St Just (1381m) en eindigt bij Montalbán en de N-211.